# تینا انگل
تینا انگل (آلمانی: Tina Engel؛ زادهٔ ۶ آوریل ۱۹۵۰) یک هنرپیشه اهل آلمان است.
از فیلم‌ها یا برنامه‌های تلویزیونی که وی در آنها نقش داشته‌است می‌توان به طبل حلبی و تعهد اشاره کرد.